# Vidre laminat

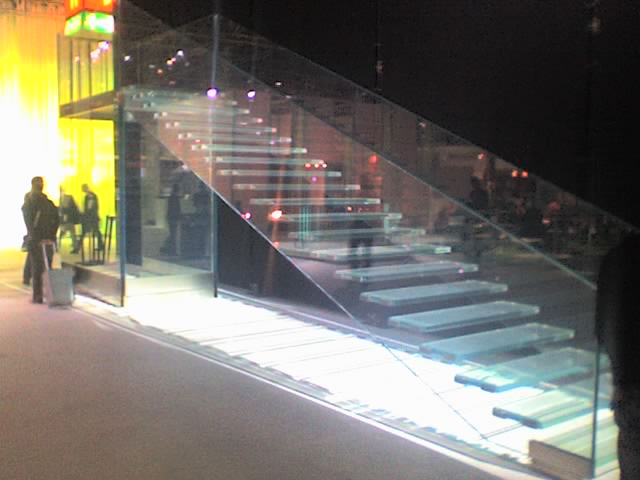
Escala de vidre laminat

El vidre laminat consisteix en la unió de dos o més làmines de vidre mitjançant un film intermedi fet de materials orgànics elàstics. És una forma de vidre de seguretat, com que la làmina manté els trossos units en cas d'impacte i evita que es dispersen o es creen dents tallants. Fora del lloc d'impacte manté la transparència, el que és una diferència major amb el vidre trempat, una altra categoria de vidre de seguretat que es trenca en milers de petits trossos. Esmorteeix millor el so que un vidre monolític del mateix gruix i n'existeixen que milloren l'aïllament tèrmic. El primer vidre laminat va ser inventat el 1909 pel químic franco-neerlandés Édouard Bénédictus (1878-1930). Feia servir un film de gelatina o cel·lulosa.

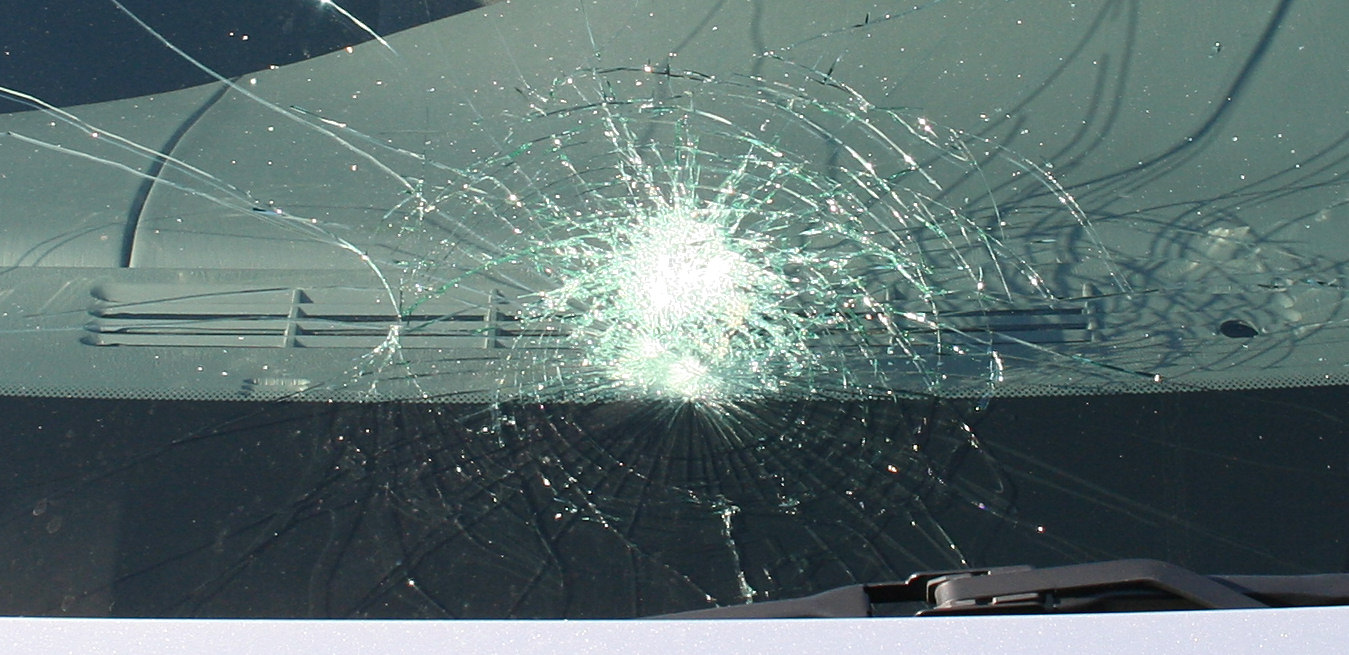
Parabrisa de vidre laminat després d'un impacte

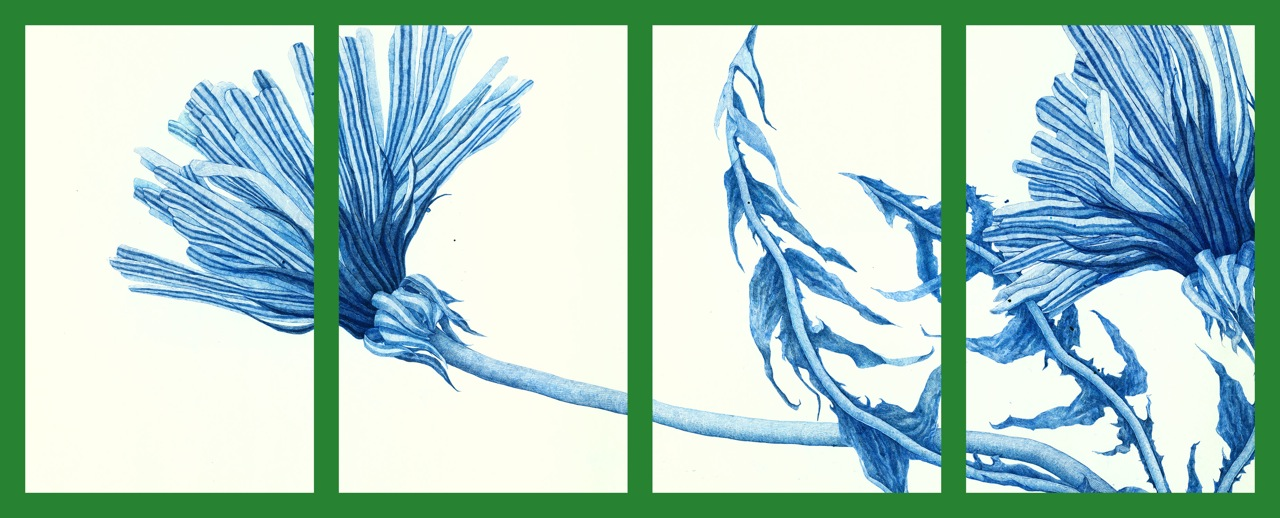
Vidre laminat amb dibuix. Obra de Joan Linder a una estació de metro a Brooklyn (Estats Units, 2012).

Avui es fan servir films de fet de butiral de polivinil (PVB), copolimer d'etilé-vinil acetat (EVAC) o altres resines. A més de l'aspecte acústic i de seguretat, en aquest films es poden incorporar colors, imatges, filtres per blocar els rajos ultraviolets, capes d'opacitat, antenes, díodes LED…
Es fa servir en els parabrises, en vehicles blindats, vidres antirobatori i antibales. En arquitectura se n'aprecia tant les qualitats mecàniques, decoratives com estètiques.
La fabricació amb pel·lícula butiral de polivinil (PVB) es fa en autoclau. El film s'aplica en una cambra blanca, on les capes de vidre i el film passen en una calandra a 110°C, el punt de fusió del PVB. Després s'elimina l'aire i el tot passa en una autoclau per obtenir una adhesió perfecta.